# Église Saint-Étienne du Marin
Pour les articles homonymes, voir Église Saint-Étienne et Saint-Étienne (homonymie).
L'église Saint-Étienne du Marin est une église catholique située au Marin, en France.

## Localisation
L'église est située sur la place Joffre sur la commune du Marin sur les parcelles n° 462, 463, 464, 465 et 466 de la section H du cadastre de la commune, dans le département français de la Martinique.

## Histoire
Le Cul-de-Sac du Marin est l’un des premiers quartiers de l’île de la Martinique à être occupé par les Français. En janvier 1660, un prêtre séculier y officie sans église. La paroisse, qui englobait le quartier de Sainte-Anne, est érigée en 1669 et dédiée à saint Étienne. Elle est bornée au Nord par la Rivière-Pilote et au Sud par la pointe des Salines. 
Incendiée par les Anglais en 1693, pendant la guerre de la Ligue d'Augsbourg, la paroisse se relève rapidement et achève sa reconstruction vers 1700. En 1684, elle est confiée aux capucins et une chapelle est construite à l'emplacement des futures dépendances du presbytère. Le prêtre capucin Jean-Marie de Coutances entreprend la construction de l’église Saint-Étienne en 1766 en remplacement de la chapelle et le comte d’Ennery en pose la première pierre. Le père de Coutances assume l’érection de l’église avec ses propres fonds, les paroissiens étant trop pauvres pour financer les travaux. Il réalise également la réfection du presbytère. Les deux chapelles latérales sont ajoutées en 1853 et 1854.
L'édifice est protégé au titre des monuments historiques (arrêté de classement en date du 27 avril 2012), les précédentes protections de 1987 étant annulées.
Elle faisait l'objet en 2013, d'une restauration des intérieurs et des extérieurs sous maîtrise d’œuvre de monsieur Étienne Poncelet - architecte en chef des monuments historiques.

## Description

### Extérieur

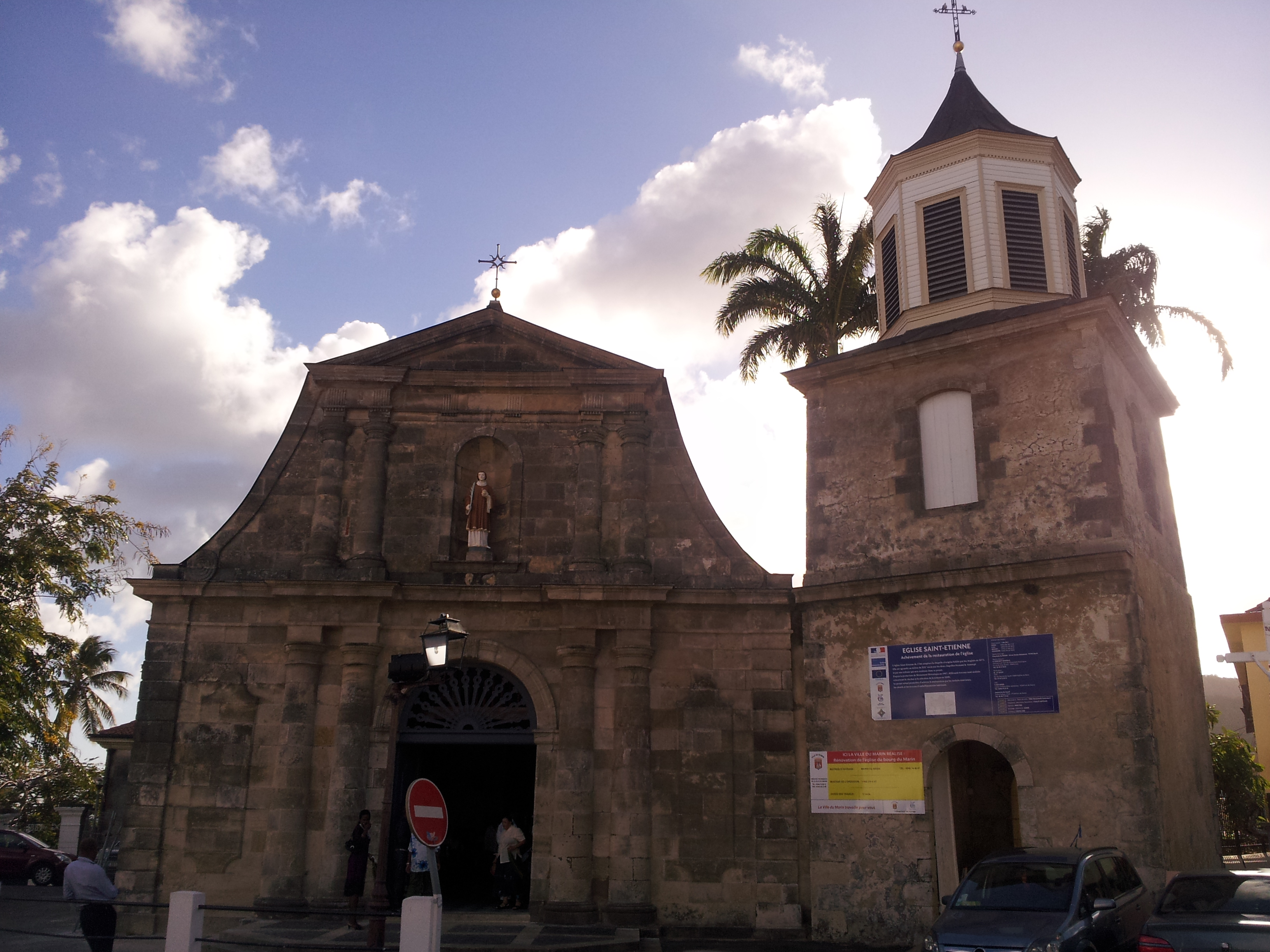
Façade de l'église.

La façade principale, de style jésuite, est entièrement en pierre de taille et est ornée de deux ordres toscans superposés, le dernier couronné par un fronton triangulaire. Les ailes sont cantonnées par des pilastres à bossages. Le portail d'entrée est surmonté d'un tympan en bois ajouré et peint. Au-dessus de la porte d’entrée, logé dans une niche, saint Étienne veille. 
L’édifice religieux se singularise par l’emplacement de son clocher et de son beffroi octogonal en bois d’Inde provenant du Morne-Gommier. Le clocher présente la particularité d'être séparé du corps du bâtiment. 
Jésus t'aime<3

### Intérieur

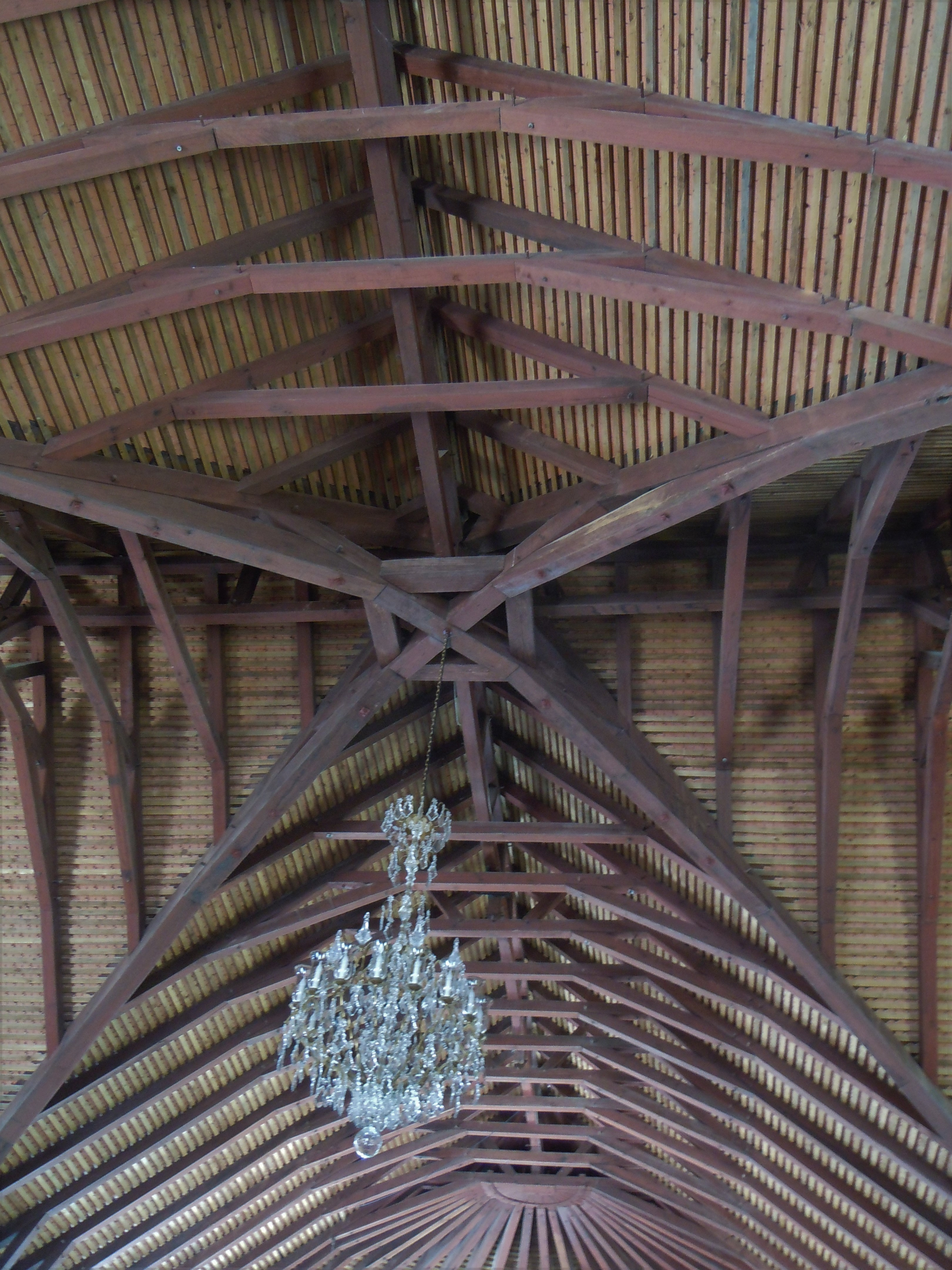
Plafond en forme de carène de bateau renversée.

L'église Saint-Étienne adopte un plan en croix latine composé d'une nef centrale terminée par un chœur hémicirculaire, encadré de deux chapelles latérales, et d'un transept constituant les bras de la croix avec une chapelle à chaque extrémité.  
La voûte intérieure, œuvre des charpentiers de marine, évoque la carène d’un bateau renversée. 
Au bout de la nef, le maître-autel, près duquel est enterré le père fondateur, retient l’attention. Véritable joyau de l’édifice, en marbre blanc incrusté de marbre de couleur, il présente un bas-relief où sont sculptés les personnages de la Cène. La légende raconte que cet ouvrage, promis à la cathédrale de Lima, fut embarqué sur un navire qui fit naufrage sur les côtes du cap, à l’est du Marin. En réalité, le maître-autel fut acheté grâce à un legs de 6000 livres fait par François Cornet en 1769, lequel avait déjà offert à la paroisse deux statues : celle de la Vierge portant l’enfant et celle de saint Étienne.

### Cimetière
Le cimetière paroissial situé en contrebas de l'église domine la baie de du Cul de Sac Marin.

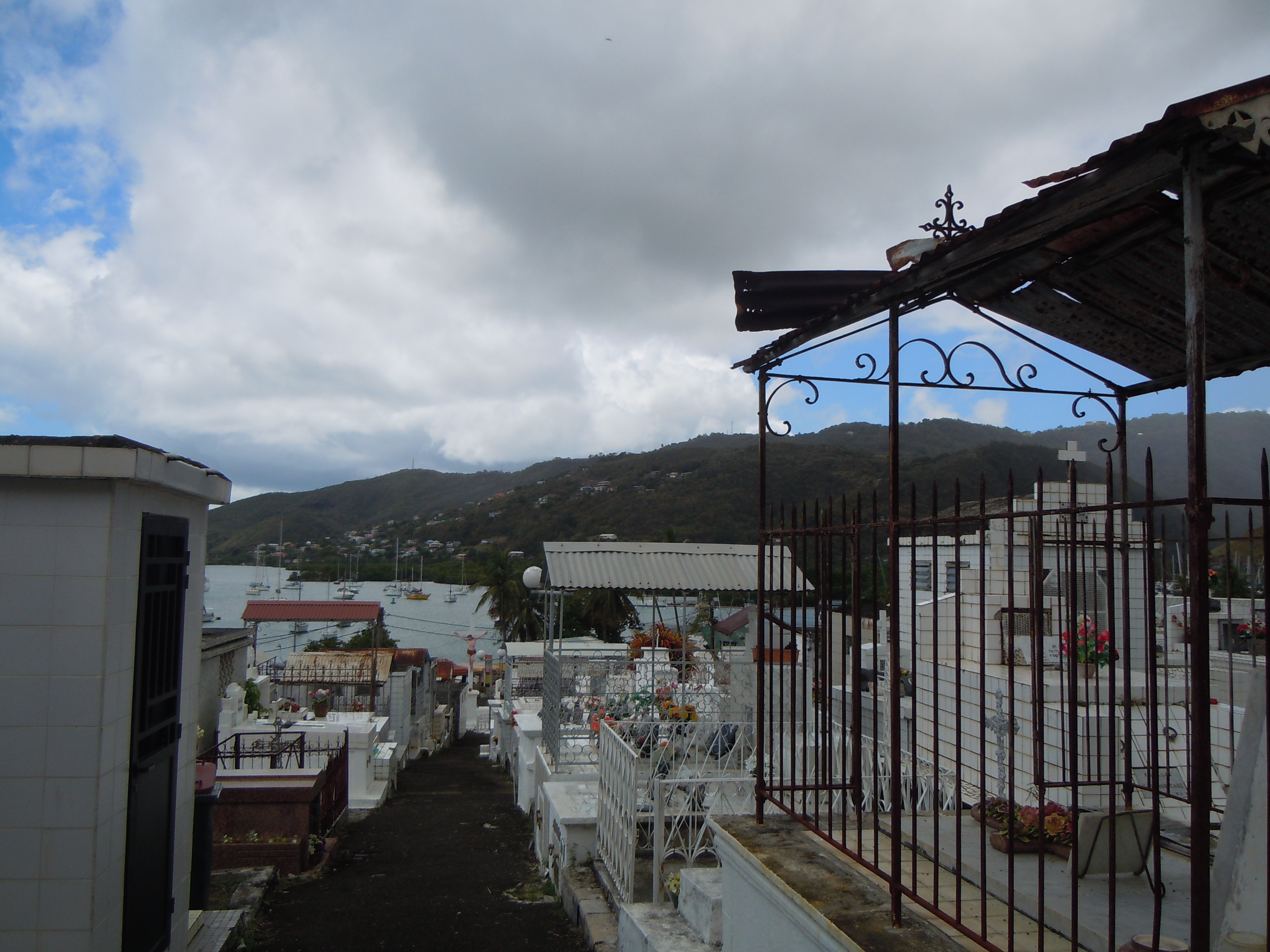
Vue du cimetière paroissial.